# Salacca
Salacca hay còn gọi là chi da rắn, chi sa lắc, chi mật cật gai thuộc họ cau dừa bao gồm khoảng 20 loài thực vật có phân bổ tự nhiên ở Đông Nam Á tới phía đông Himalaya.
các loài thực vật thuộc chi này thường mọc dạng bụi, nhiều gai. Lá đơn thường xẻ thùy lông chim tận gân, tuy nhiên cũng có loài phiến lá nguyên (S. magnifica). Cuống lá của Salacca thường có gai. Quả của chúng thường mọc dưới gốc cây, vỏ quả có màu nâu đến da cam, thường cấu tạo trông như da rắn nên nhiều cây thường được gọi là cây da rắn. Bên trong quả là cơm hạt và hạt, mỗi hạt được bao quanh bởi cơm hạt màu trắng đến ngà vàng, phần cơm hạt thường ăn được và sử dụng làm thực phẩm.
Các loài S. zalacca (da rắn/ sa lắc) và S. wallichiana (mây thái/ da rắn qua-lích) thường được trồng trọt rộng rãi để lấy quả.

## Các loài

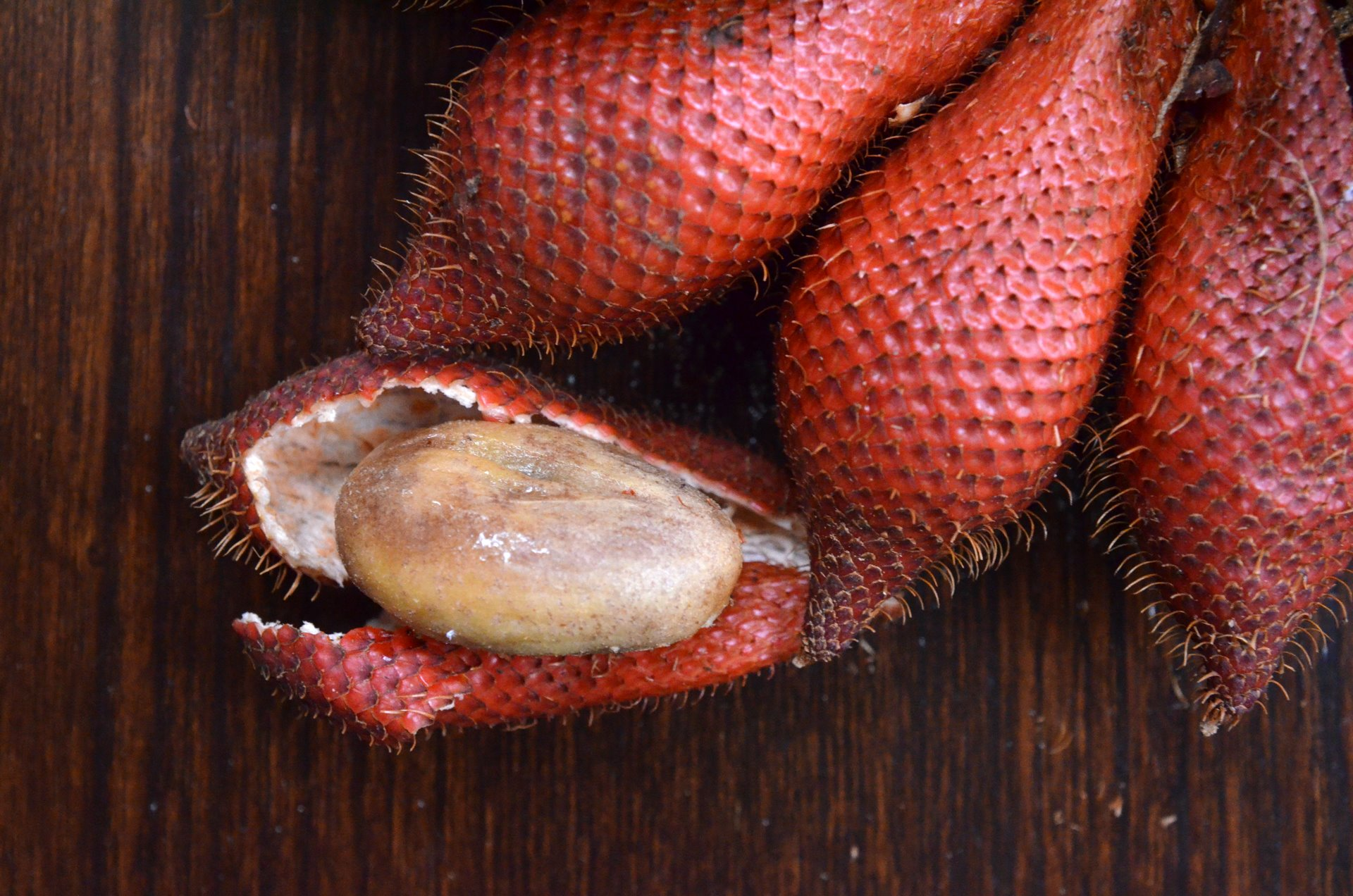
Quả của cây Mây thái (Salacca wallichiana) chúng gọi là Luk rakam (ลูกระกำ) trong tiếng Thái Lan

- Salacca affinis Griff. - Borneo, Sumatra, Malaysia
- Salacca bakeriana J.Dransf. - Sarawak
- Salacca clemensiana Becc. - Borneo, Philippines
- Salacca dolicholepis Burret - Sabah
- Salacca dransfieldiana Mogea - Kalimantan
- Salacca flabellata Furtado - Malaysia
- Salacca glabrescens Griff. - Malaysia, Thái lan
- Salacca graciliflora Mogea - Malaysia
- Salacca griffithii A.J.Hend. - Yunnan, Myanmar, Thái lan
- Salacca lophospatha J.Dransf. & Mogea - Sabah - apparently extinct
- Salacca magnifica Mogea - Sabah
- Salacca minuta Mogea - Malaysia
- Salacca multiflora Mogea - Malaysia
- Salacca ramosiana Mogea - Sabah, Philippines
- Salacca rupicola J.Dransf. - Sarawak
- Salacca sarawakensis Mogea - Sarawak
- Salacca secunda Griff. - Assam, Bhutan, Arunachal Pradesh, Myanmar.
- Salacca stolonifera Hodel - Thái Lan
- Salacca sumatrana Becc. - Sumatra
- Salacca vermicularis Becc. - Borneo
- Salacca wallichiana Mart. - thường gọi là mây thái/ da rắn qua-lích, phân bổ ở Malaysia, Thái Lam, Việt Nam, Myanmar, Sumatra. Trồng nhiều ở Thái Lan để lấy quả.
- Salacca zalacca (Gaertn.) Voss - thường gọi là da rắn/ sa lắc, phân bổ ở Java, Sumatra; nhập trồng tại Bali, Lombok, Timor, Malaysia, Maluku, Sulawesi.